# Carl Siegemund Schönebeck
Carl Siegemund Schönebeck (*26 de octubre de 1758 en Lübben, Alemania – muerto a comienzos del siglo XIX) fue un violonchelista y compositor alemán. Casi todas sus obras han desaparecido. Las composiciones que se le atribuyen presentan rasgos de originalidad y recuerdan a Ludwig van Beethoven.

## Vida
Schönebeck, siguiendo la voluntad de sus padres, debía convertirse en cirujano, pero se sintió tan atraído por la música que a partir de los catorce años comenzó a recibir clases de un músico de su ciudad. Junto a largos años de enseñanza -no sólo en Lübben, sino también en la ciudad silesiana de Grünberg-, Schönebeck aprendió, asimismo, de forma autodidacta el violín y varios instrumentos de aire. Cuando un virtuoso del violonchelo llegó a Grünberg, le fascinó de tal manera este instrumento que empezó a tocarlo por su cuenta.
Transcurridos dos años aceptó al joven violonchelista la orquesta del conde de Dohna, que tocaba en la localidad sajona de Kotzenau. En 1780, Schönebeck se convirtió en el músico de la ciudad de Sorau (Niederlausitz, Alemania). Para continuar perfeccionando su música viajó a Potsdam, donde tomó contacto con el virtuoso del violonchelo Jean-Louis Dupont. También viajó a Dresde para tocar piezas musicales con el violonchelista francés Jean-Balthasar Tricklir.
En 1797, Schönebeck cambió a la orquesta del duque de Kurland, que se hallaba en la localidad silesiana de Sagan. Cuatro años más tarde entró al servicio del conde Truchseß zu Waldburg, cerca de la ciudad prusiana de Königsberg (hoy Kaliningrado, Rusia). Ahí permaneció dos años hasta que se trasladó al corazón de Königsberg en calidad de violonchelista en una orquesta y de organista en una iglesia. Pasados de nuevo cuatro años, su mujer y él intentaron, sin éxito, abrirse camino en Lübben como agricultores.
Fue allí, en su ciudad natal, donde el violonchelista se estableció finalmente como compositor y profesor de música. En 1800 presentó sus propias obras en Leipzig. 
Se desconoce con exactitud el año de su muerte. La enciclopedia de Ernst Ludwig Gerber, “Neues Lexikon der Tonkünstler”, le describe en el tomo cuarto como un virtuoso del vilonchelo que aún vivía en 1814. Otras fuentes, sin embargo, mencionan 1806 como la fecha de su fallecimiento. 

## Obras
Schönebeck compuso operetas, cuartetos, dúos para violonchelos y para violonchelo y viola, además de conciertos para violonchelo, para flauta, para cuerno de caza y para clarinete. La mayoría de sus obras se ha perdido.

### Literatura
- Geber, Ernst Ludwig, Neues historisch-biographisches Lexikon der Tonkünstler, tomo 4 (S-Z), Leipzig, 1814, columna 110-112

## Enlaces
- | Obras de Schönebeck
- | Biografía en línea de Schönebeck